# Kisdér, Baranya
Kisdér este un sat în districtul Siklós, județul Baranya, Ungaria, având o populație de 126 de locuitori (2011). 

## Demografie
Componența etnică a satului Kisdér
     Maghiari (100%)
Componența confesională a satului Kisdér
     Romano-catolici (73,02%)
     Fără religie (7,94%)
     Reformați (3,97%)
     Necunoscută (15,08%)
Conform recensământului din 2011, satul Kisdér avea 126 de locuitori. Din punct de vedere etnic, majoritatea locuitorilor (100,0%) erau maghiari.  Din punct de vedere confesional, majoritatea locuitorilor (73,02%) erau romano-catolici, existând și minorități de persoane fără religie (7,94%) și reformați (3,97%). Pentru 15,08% din locuitori nu este cunoscută apartenența confesională.